# Войковське сільське поселення (Ростовська область)
Войковське сільське поселення — муніципальне утворення у Тарасовському районі Ростовської області.
Адміністративний центр поселення — хутір Можаєвка.
Населення - 2351 особа (2010 рік).

## Географія
Войковське сільське поселення розташоване на північному заході Тарасовського району біля державного кордону з Луганською областю України у сточищі лівої притоки Сіверського Дінця річки Деркул.
На теренах поселення розташовані:
- балки: Крута, В'язова Водяна, Велика Рязанкова, Куркинська, Токмачева, Велика Елань, Мала Елань;
- ліва притока Деркула річка Прогній;
- озера біля річки Деркул: Таловате (Таловатка), Кругленьке;
- залізничні зупинні пункти: 122 км, 126 км, станція Чеботовка (у селищі Войкове), 134 км, 137 км.

## Адміністративний устрій
До складу Войковського сільського поселення входять:
- хутір Можаєвка - 944 осіб (2010 рік);
- селище Войкове - 341 особа (2010 рік);
- селище Деркул - 236 осіб (2010 рік);
- хутір Єлань - 230 осіб (2010 рік);
- хутір Маноцький - 78 осіб (2010 рік);
- хутір Прогній - 315 осіб (2010 рік);
- хутір Ушаковка - 207 осіб (2010 рік).